# Х.Л.А.М. (Киев)
Х. Л. А. М — литературно-артистический клуб — арт-кафе, работавшее в начале XX века в Киеве в подвале гостиницы «Континенталь», на углу Крещатика и улицы Николаевской № 5. Название «ХЛАМ» является аббревиатурой (акронимом), состоящей из первых букв названий творческих профессий: художники, литераторы, артисты, музыканты.

## История клуба
По воспоминаниям историка Юрия Терапиано: «В это время в Киев съехалось много поэтов и писателей из Петербурга и Москвы в надежде подкормиться в продовольственно более благополучном Киеве. Кому-то из бывших деятелей Киевского Литературно-Артистического Общества пришла в голову мысль устроить в зале бывшей гостиницы „Континенталь“ эстраду со столиками, для выступлений. Помещение „ХЛАМа“, днем — пустое, стало своего рода штаб-квартирой». На квадратной вывеске-эмблеме «ХЛАМа» был изображён летящий человек в ультрамариново-синем и розово-серебряном пространстве.
Это кафе по вечерам посещали и выступали там Илья Эренбург, Константин Паустовский, Терапиано Юрий Константинович, Александр Рафаилович Кугель, Николай Николаевич Евреинов, Владимир Моисеевич Ярошенко, Валентин Иосифович Стенич, Виктор Борисович Шкловский, Павел Давыдович Герман, Юлий Абрамович Хайт и многие другие. Поэты декламировали свои и чужие стихи, за что получали бесплатный ужин, который состоял из каши, куска хлеба и чая. Как писал Леонид Утёсов в своих воспоминаниях, «В Киеве сделали привал, решили посмотреть, как он живёт и как в нём живется. Киев жил так же, как Одесса, — тяжело и голодно. Вечером мы отправились в рекомендованное нам местной интеллигенцией кафе под странным названием „ХЛАМ“, что означало „Художники, Литераторы, Артисты, Музыканты“. В этом кафе, как и в других, ни спаржей, ни омарами не кормили — морковный чай с монпансье. Чёрный хлеб посетители приносили с собой. Самой главной достопримечательностью этого кафе была надпись на фронтоне: „Войдя сюда, сними шляпу, может быть, здесь сидит Маяковский“». Здесь читал свои стихи Мандельштам. Зал всегда был переполнен.
Именно здесь 1 мая 1919 года Надежда Хазина (в будущем Мандельштам) знакомится с Осипом Мандельштамом. Начало романа известного поэта с молодой художницей зафиксировал в своём дневнике литературовед А. И. Дейч: «Появилась явно влюбленная пара — Надя Х. и О. М. Она с большим букетом водяных лилий, видно, были на днепровских затонах».
К концу 1919 года «ХЛАМ» был вынужден закрыться: владелец посчитал невыгодным продавать кофе и всякие дешевые продукты.
Михаил Булгаков упомянул клуб в романе «Белая гвардия» под именем ПРАХ (поэты-режиссёры-артисты-художники).
В августе 1920 года в Одессе Ассоциация художественно-литературно-артистической молодежи также открыла кафе «ХЛАМ», где собирались, в частности, Эдуард Багрицкий, Юрий Олеша, Георгий Шенгели.